# ناحیه بیک‌آباد
ناحیهٔ بیک‌آباد (به ازبکی: ‌Bekobod tumani، بېک‌آباد تومنی)‌ یک ناحیه در ازبکستان است که در ولایت تاشکند واقع شده‌است. ناحیه بیک‌آباد ۷۶۰ کیلومتر مربع مساحت و ۱۶۵٬۷۰۰ نفر جمعیت دارد.